# Katastrofa lotu American Airlines 77
Lot 77 linii American Airlines (ang. American Airlines Flight 77) – rejs jednego z porwanych podczas zamachów z 11 września 2001 roku samolotów, który został wykorzystany przez pięciu terrorystów z Al-Ka’idy do ataku na siedzibę Amerykańskiego Departamentu Obrony.

## Lot
Lot 77 regularnie odbywał podróż z portu lotniczego Waszyngton-Dulles do Los Angeles. 11 września 2001 pomiędzy godziną 08:51 a 08:54 samolot został uprowadzony, a o 9:37 rozbity przez pilota-terrorystę Haniego Handżura o budynek Pentagonu jako część zamachu z 11 września. Kapitanem Boeinga 757-223 użytego do lotu tego dnia był Charles Burlingame, pierwszym oficerem Dave Charlebois, szefową pokładu Renee May zaś resztę personelu pokładowego stanowili Michele Heidenberger, Jennifer Lewis i Kenneth Lewis.
W katastrofie zginęły wszystkie 64 osoby na pokładzie samolotu (w tym pięcioro porywaczy i sześcioro członków załogi) oraz 125 osób na ziemi. Był to trzeci rozbity tego poranka samolot, trzydzieści cztery minuty po uderzeniu drugiego samolotu w World Trade Center.

## Ofiary
| Narodowość ofiar katastrofy | Narodowość ofiar katastrofy | Narodowość ofiar katastrofy | Narodowość ofiar katastrofy |
| Obywatelstwo                | Pasażerowie                 | Załoga                      | Razem                       |
| --------------------------- | --------------------------- | --------------------------- | --------------------------- |
| Stany Zjednoczone           | 47                          | 6                           | 53                          |
| Chiny                       | 2                           | –                           | 2                           |
| Australia                   | 1                           | –                           | 1                           |
| Etiopia                     | 1                           | –                           | 1                           |
| Korea Południowa            | 1                           | –                           | 1                           |
| Wielka Brytania             | 1                           | –                           | 1                           |
| Razem                       | 53                          | 6                           | 59                          |

## Upamiętnienie
Na południowy zachód od Pentagonu znajduje się Pentagon Memorial poświęcony ofiarom zamachu.

## Galeria

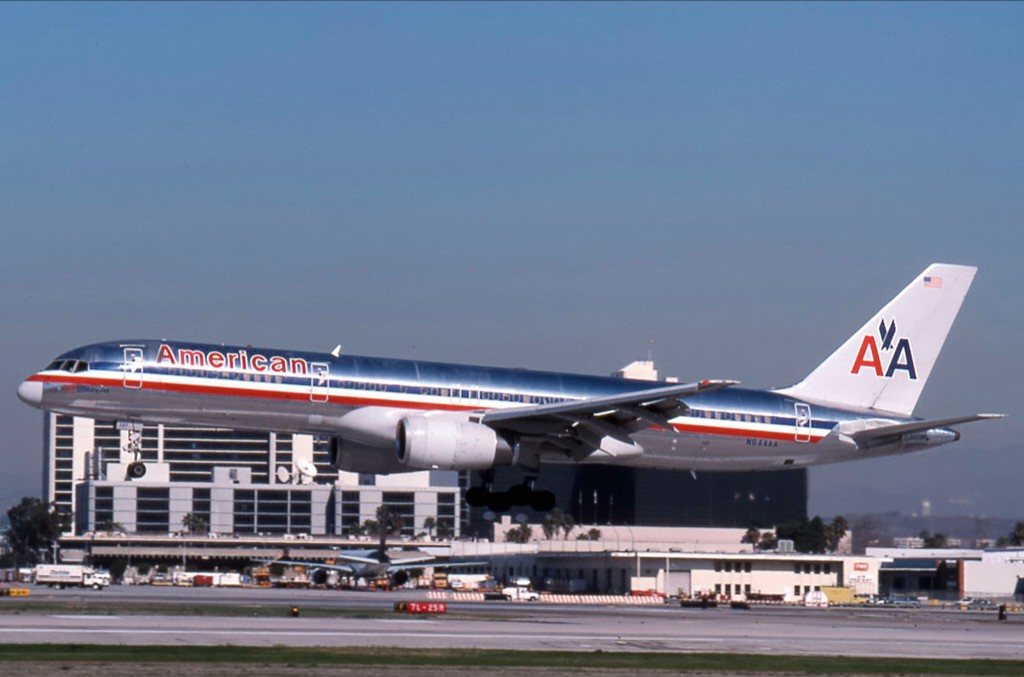
Boeing 757-223 N644AA, który 11 września obsługiwał lot 77, na lotnisku w Los Angeles w 1999 roku
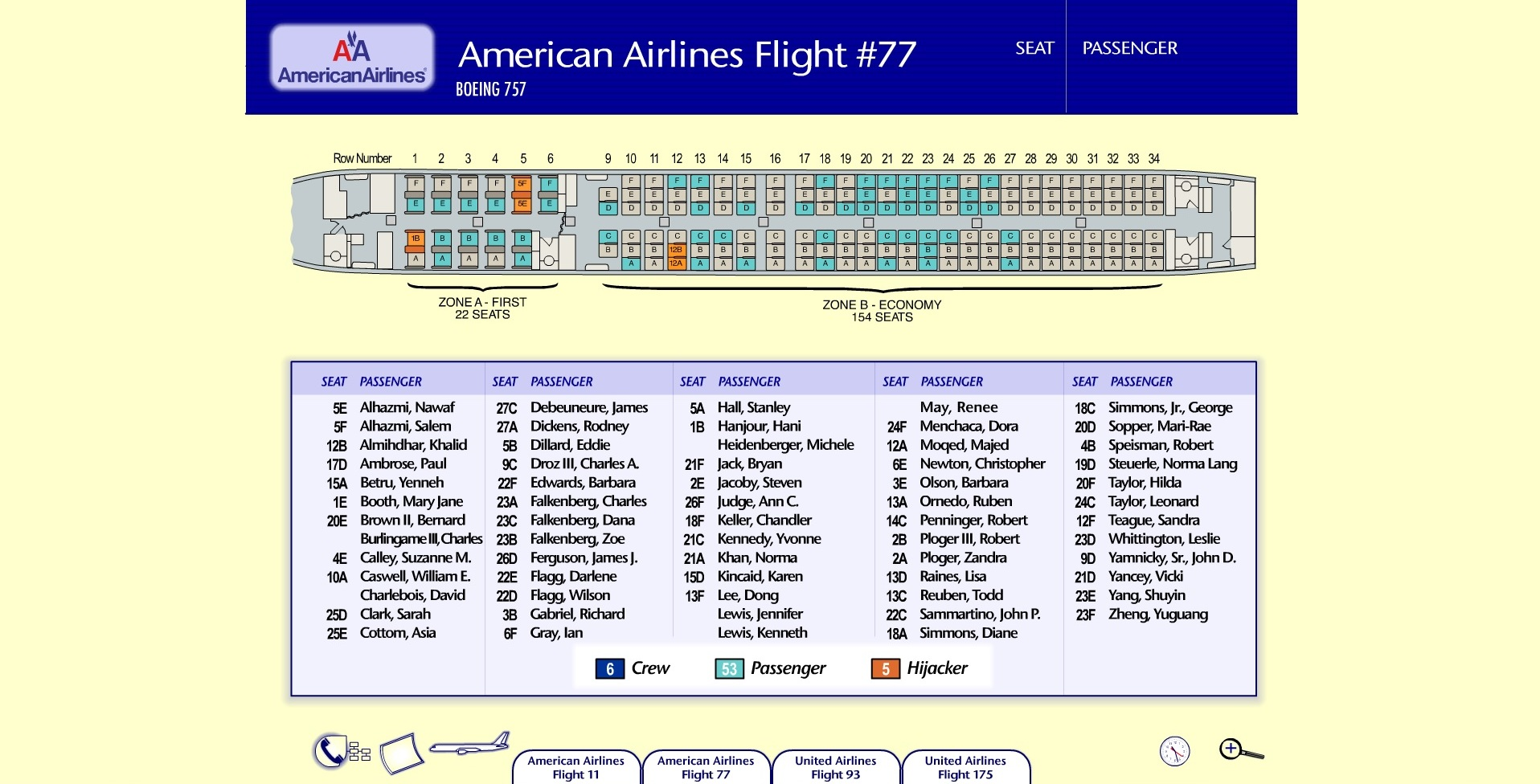
Lista pasażerów i porywaczy, oraz ich miejsca samolocie
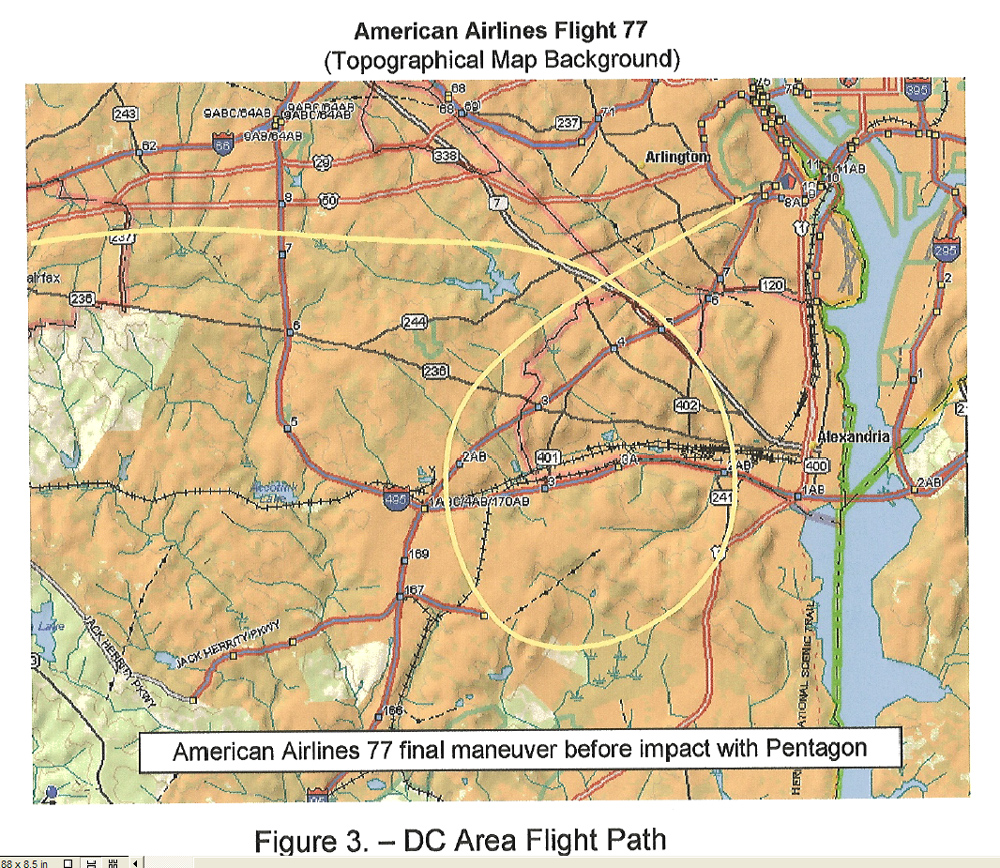
Trasa lotu 77 krótko przed atakiem
Zdjęcia lotu 77 uderzającego w Pentagon
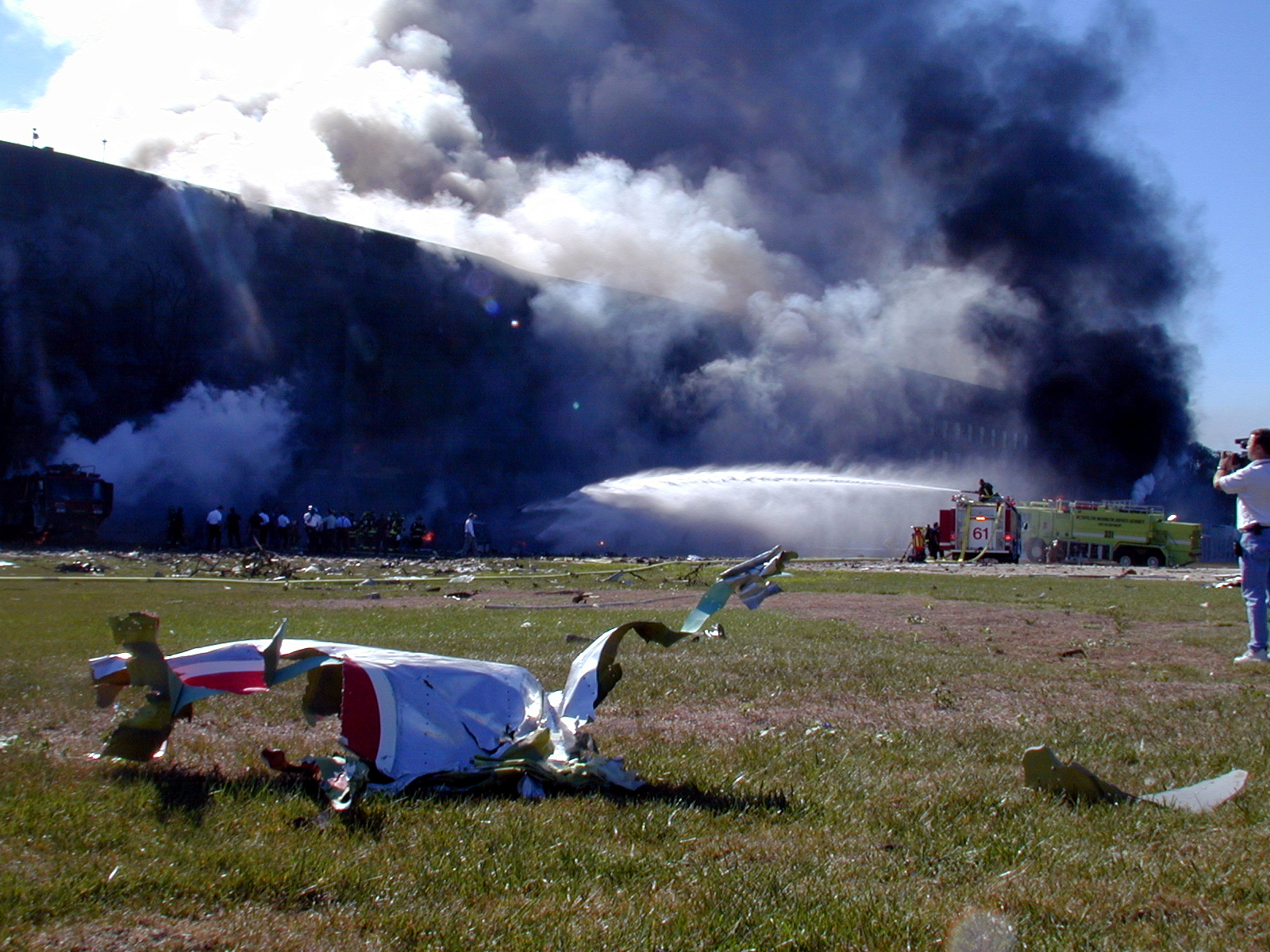
Pozostałości po maszynie przed Pentagonem
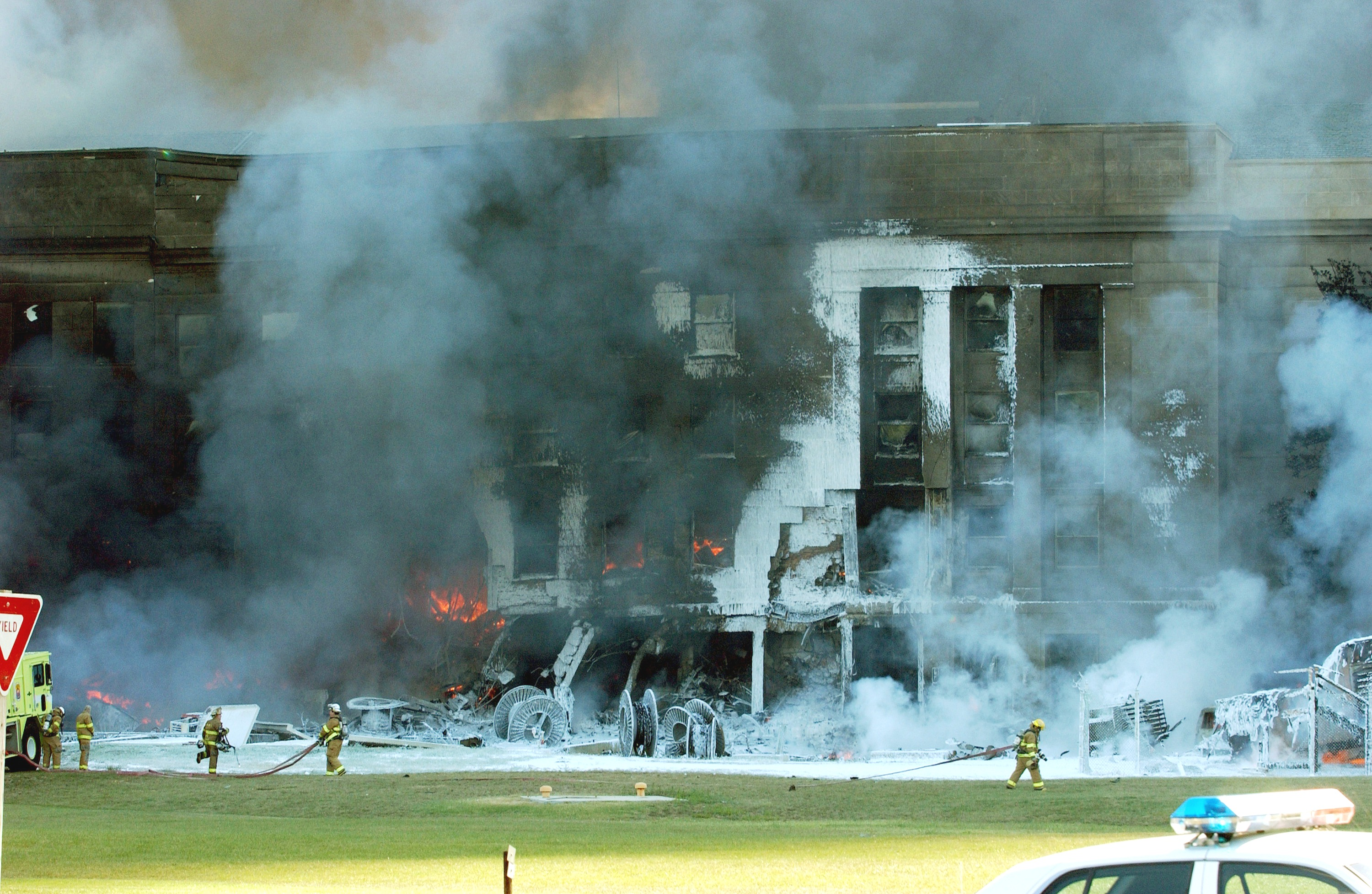
Zachodnia ściana budynku w czasie pożaru
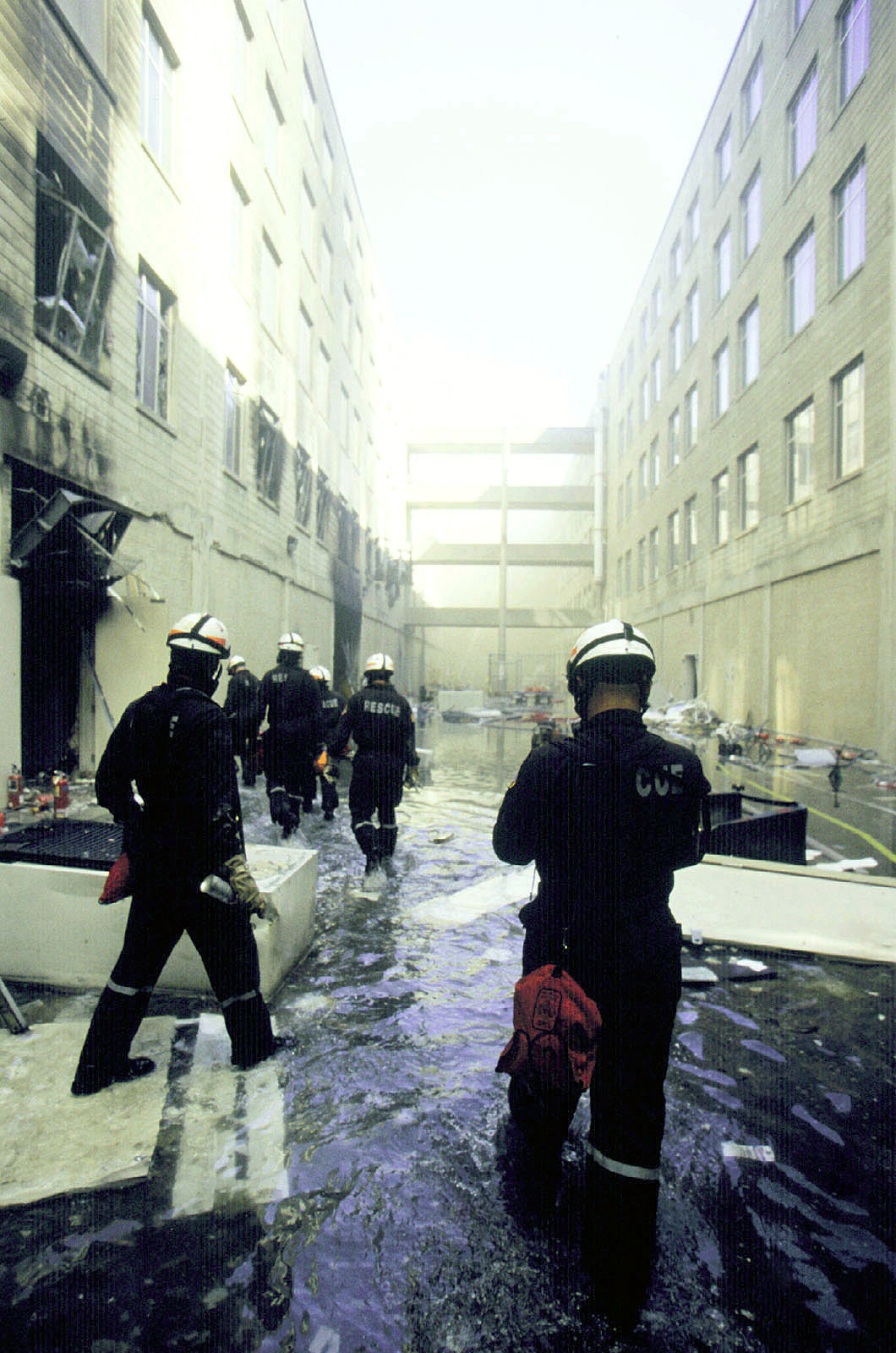
Zniszczenia wewnątrz Pentagonu
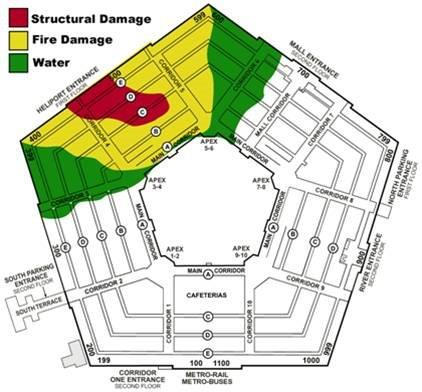
Grafika przedstawiająca poziom zniszczeń w Pentagonie
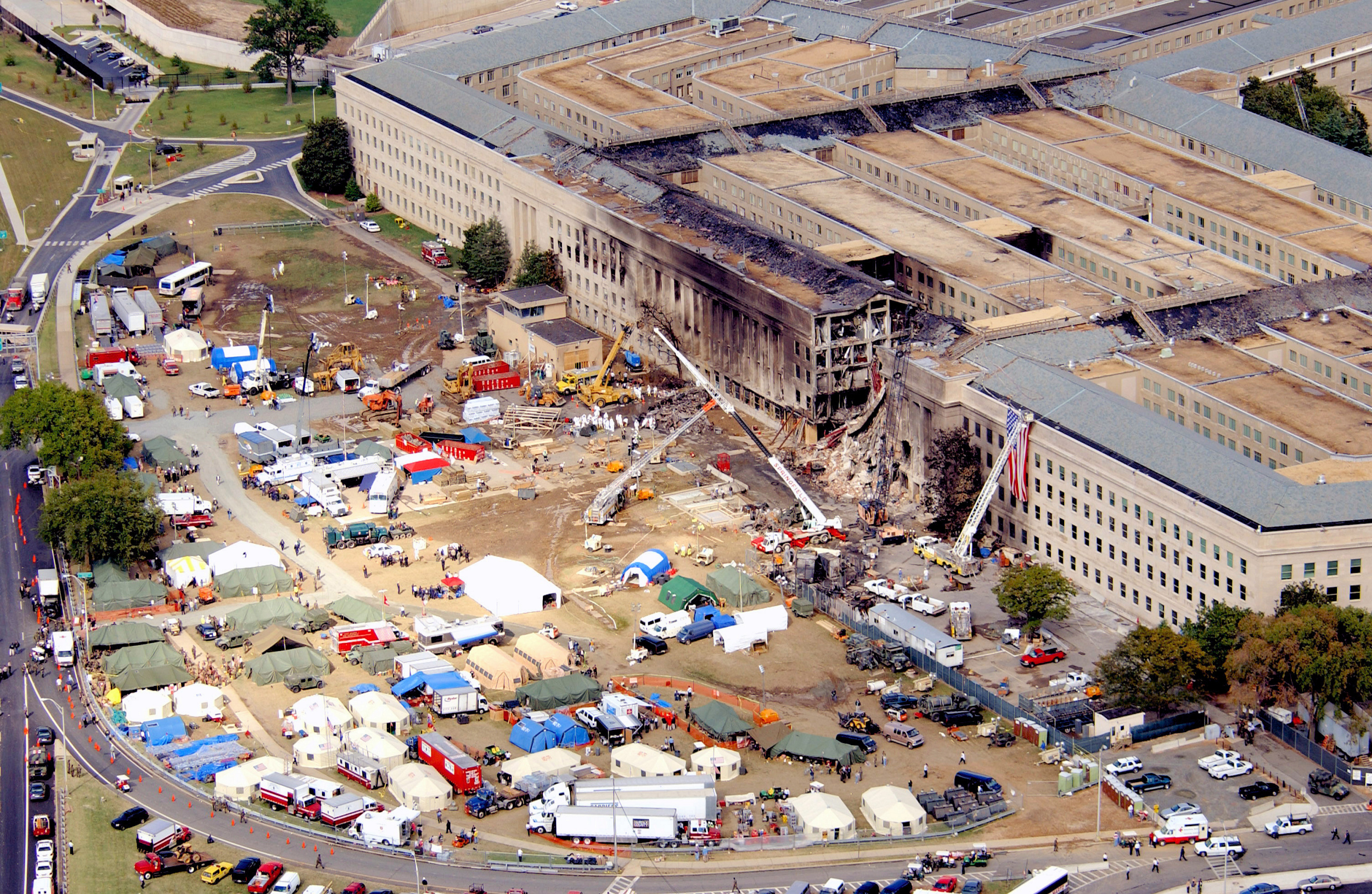
Pentagon po ugaszeniu pożaru
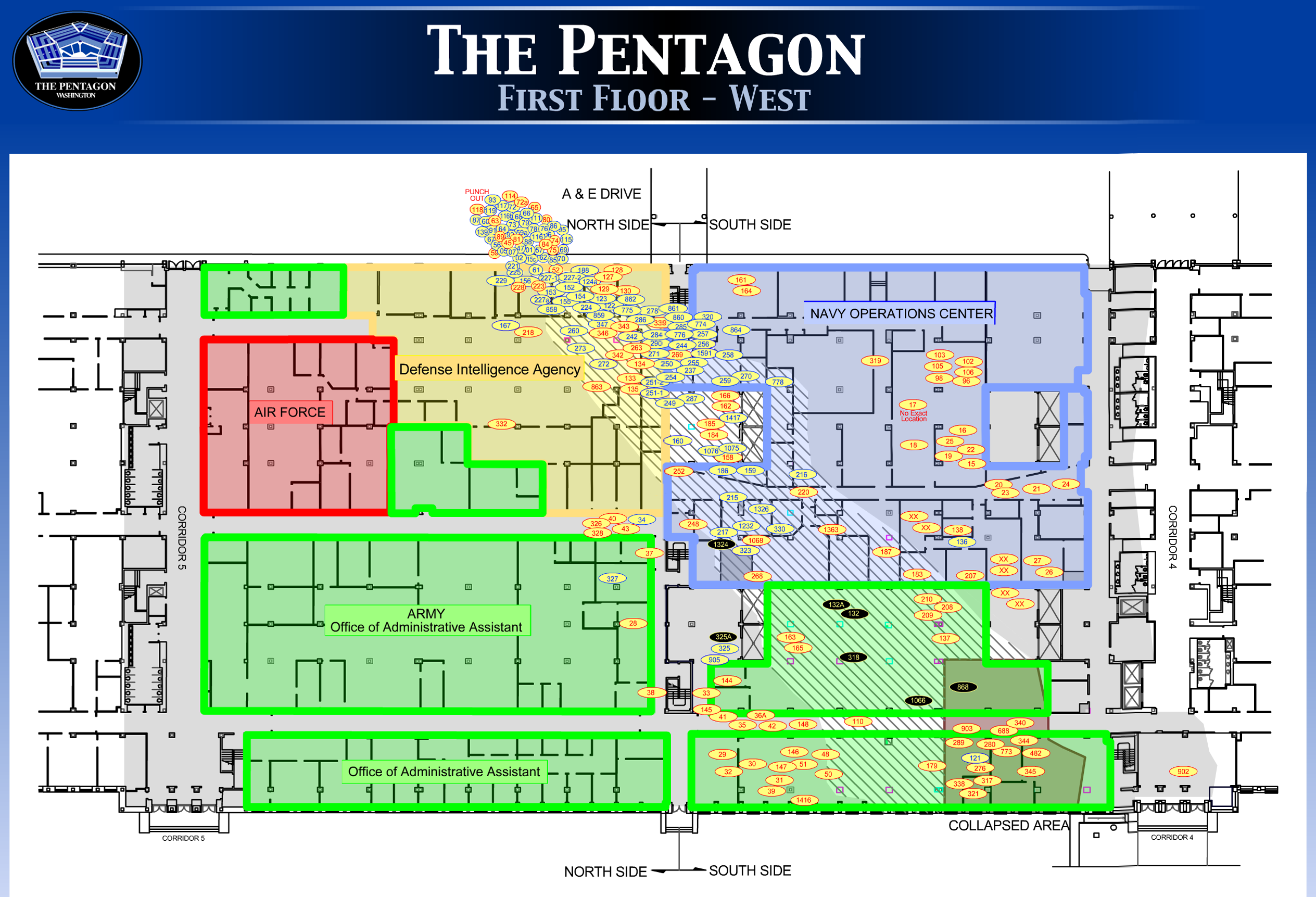
Grafika przedstawiająca rozmieszczenie ciał ofiar na pierwszym piętrze (czyli parterze) Pentagonu. Niebieskie pola to szczątki pasażerów i załogi lotu 77, czerwone to szczątki personelu Pentagonu, a czarno-żółte to szczątki porywaczy